# Ippolito Franconi
Ippolito Franconi (* 1593 (?) in Agnone; † 1653 (?)) war ein italienischer römisch-katholischer Bischof.

## Werdegang
Franconi empfing die Priesterweihe am 28. Oktober 1631. Am 19. Januar 1632 wurde er zum Bischof von Nocera de’ Pagani ernannt und sechs Tage später geweiht.